# Episodi di Chucky (prima stagione)
La prima stagione della serie televisiva Chucky, composta da 8 episodi, è stata distribuita negli Stati Uniti da Syfy e USA Network a partire dal 12 ottobre 2021.
In Italia la serie è andata in onda a partire dal 14 gennaio 2022 su Italia 1, dopo mezzanotte, per i primi sei episodi.
| nº. | Titolo originale                    | Titolo italiano                      | Prima TV USA     | Prima TV Italia  |
| --- | ----------------------------------- | ------------------------------------ | ---------------- | ---------------- |
| 1   | Death by Misadventure               | Morte accidentale                    | 12 ottobre 2021  | 14 gennaio 2022  |
| 2   | Give Me Something Good to Eat       | Dammi qualcosa di buono da mangiare! | 19 ottobre 2021  | 21 gennaio 2022  |
| 3   | I Like to Be Hugged                 | Mi piace essere abbracciato!         | 26 ottobre 2021  | 28 gennaio 2022  |
| 4   | Just Let Go                         | Lasciala andare!                     | 2 novembre 2021  | 11 febbraio 2022 |
| 5   | Little Little Lies                  | Piccole piccole bugie                | 9 novembre 2021  | 18 febbraio 2022 |
| 6   | Cape Queer                          | Rivelazioni                          | 16 novembre 2021 | 25 febbraio 2022 |
| 7   | Twice the Grieving, Double the Loss | A doppio lutto, doppia perdita!      | 23 novembre 2021 | 3 marzo 2022     |
| 8   | An Affair to Dismember              | Una storia da smembrare              | 30 novembre 2021 | 10 marzo 2022    |

## Morte accidentale
- Diretto da: Don Mancini
- Scritto da: Don Mancini

Ottobre 2021. Jake Wheeler, uno studente quattordicenne acquista a un mercatino del quartiere un bambolotto vintage "Tipo Bello" di nome Chucky con l'intenzione di smontarlo e usarne i pezzi nel suo personale progetto di arte contemporanea. Il padre di Jake, Lucas, che già disapprovava il figlio, durante una cena di famiglia perde le staffe quando Junior, l'atletico e prepotente cugino di Jake, fa continue allusioni al fatto che Jake sia gay e passi troppo tempo a "giocare con le bambole". Più tardi Lucas distrugge la scultura di bambole su cui Jake stava lavorando con una mazza da baseball e gli proibisce di portare altre bambole in casa.
Il giorno seguente Jake porta a scuola Chucky nella speranza di trovare qualcuno a cui venderlo e viene continuamente deriso da parte di Junior e dalla sua ragazza, Alexandra soprannominata Lexy, Jake lascia il bambolotto nell'armadio del laboratorio di scienze in attesa di trovare un acquirente. A casa, Jake, mette in vendita il bambolotto e viene contattato da qualcuno, che lo convince di controllare se il bambolotto abbia le batterie, il mattino seguente il padre di Jake trova il bambolotto in bagno e lo dà seccato a figlio dicendo di sbarazzarsene, Jake controlla la schiena e si accorge dell'assenza delle batterie e intuisce che c'è realmente qualcosa che non va nel bambolotto e la getta via.
Più tardi, Chucky raggiunge Jake al talent show della scuola e lo costringe a mettere in scena uno spettacolo. Jake si ritrova a fingere di essere un ventriloquo, anche se in realtà Chucky fa tutto da solo. Durante il loro show, il bambolotto umilia Lexy, e rivela che la zia Bree abbia un segreto, per questo Jake viene sospeso per una settimana dalla scuola. Tornato a casa Jake ha un'accesa discussione con il padre e quando quest'ultimo gli dice che si vergogna di avere un figlio gay, Lucas lo colpisce violentemente. Jake afferma, in preda alla rabbia e al dolore, che vorrebbe che suo padre fosse morto a posto della madre. Poco dopo salta la corrente e Lucas va in soffitta per ripristinarla. Dopo averlo fatto, Chucky lo uccide vomitando del Whisky sui suoi piedi nudi dove viene folgorato da un cavo scoperto, la polizia porta via il cadavere e la detective Peyton conclude il caso temporaneamente come una morte accidentale, e inizia a sospettare del ragazzo. Jake va a vivere nella villa dei suoi zii paterni, e li Chucky si rivela essere vivo proponendo al ragazzo la prospettiva di uccidere anche Lexy.
Flashback: Nel 1965, si vede Charles Lee Ray quando era un bambino insieme alla madre.

## Dammi qualcosa di buono da mangiare!
- Diretto da: Dermott Downs
- Scritto da: Harley Peyton e Don Mancini

Jake torna a scuola una settimana dopo la morte di suo padre, dove viene invitato da Oliver ad una festa di Halloween. Mentre tutti sono fuori casa, Chucky spinge Annie la domestica di famiglia addosso alla lavastoviglie dove viene uccisa trafitta dai coltelli. Jake affronta Chucky, che si finge innocente e cerca di convincere Jake che lui è il suo unico amico. Quella notte, Junior e Jake sentono Logan e Bree discutere se sono in grado o meno di prendersi cura di lui, e Junior inizia a temere che Jake possa voler fare del male a Lexy.
La sera di Halloween, i genitori di Lexy le viene detto di portare sua sorella Caroline a fare dolcetto o scherzetto, ma invece la ragazza la porta alla festa di Oliver. Jake decide di restare a casa finché non scopre che Chucky è scomparso e corre alla festa in preda al panico. Lì, scopre che Lexy si è travestita da suo padre al momento della sua morte per far deride Jake a tutti i ragazzi. Nonostante la rabbia che prova su di lei, Jake impedisce a Chucky di ucciderla. Quella notte, Chucky cerca ancora una volta di convincere Jake di unirsi a lui.
Flashback: Nel 1965, Charles Lee Ray torna a casa dopo aver fatto dolcetto o scherzetto. Ispezionando le sue caramelle, trova una mela con dentro una lametta, ma la mangia comunque ferendosi alla bocca.
- Errori
  - Devon dice che Halloween capiterà con la luna piena, ma a seconda del calendario lunare, il 31 ottobre del 2021, la luna piena non c'era.

## Mi piace essere abbracciato!
- Diretto da: Dermott Downs
- Scritto da: Nick Zigler e Sarah Acosta

Chucky convince Jake a cedere alla sua tentazione di uccidere Lexy. Il ragazzo, tenta di ucciderla mentre faceva jogging nei boschi, scoprendo poi che la persona che ha inseguito non era Lexy bensì Junior, dato che si erano vestiti uguali. Quest'ultimo va a trovare Lexy e gli dice seccato di scusarsi con lui per aver simulato la morte di suo zio, prima che lui faccia qualcosa di avventato. La ragazza inizialmente si rifiuta, ma quando la sua sorellina da in escandescenze perché vuole vedere Chucky, Lexy va a "scusarsi" con Jake nella speranza che lui possa darle il bambolotto.
Jake però si rifiuta di consegnarla, più tardi Chucky comunica al ragazzo la decisione di occuparsi dell'omicidio di Lexy al posto suo e Jake si reca dalla ragazza per portargli il bambolotto. La detective Peyton dice al figlio di non frequentare più Jake, per evitare che gli succeda qualcosa.
Nel frattempo, Logan e Bree sono chiamati a scuola per avere un incontro con i genitori di Lexy per discutere i ripetuti atti di bullismo che Lexy ha commesso nei confronti di Jake. Approfittando dell'assenza dei genitori, Lexy organizza una festa alla quale partecipano i ragazzi della scuola.
Durante la festa, Chucky scambia accidentalmente Oliver per Lexy e lo uccide accoltellandolo alla schiena; poi aggredisce la ragazza nella sua stanza. Lexy riesce a liberarsi dalla sua presa, ma accidentalmente scoppia un incendio causato dalla sigaretta della ragazza, che in poco tempo divora completamente la sua villa dalla fiamme. Nel frattempo Jake fa visita alle tombe dei suoi genitori.
Flashback: Nel 1965, un killer sconosciuto uccide il padre di Charles Lee Ray, e lui fa lo stesso con la madre.

## Lasciala andare!
- Diretto da: Leslie Libman
- Scritto da: Mallory Westfall e Kim Garland

A causa dell'incendio, Caroline si trova nell'unità di terapia intensiva dell'ospedale. Lexy affronta Jake sul fatto che Chucky ha tentato di ucciderla e i due decidono a malincuore di allearsi per indagare se il bambolotto è andato distrutto o meno nell'incendio. Nel frattempo, Junior si sottopone ad una broncoscopia e Devon si informa via internet sulla leggenda metropolitana su come Charles Lee Ray abbia trasferito la propria anima in un bambolotto "Tipo Bello". Recatosi a villa Cross per indagare, Jake e Lexy hanno un litigio, e la ragazza cade dalla ringhiera delle scale.
Nonostante appaia Chucky e tenti di convincerlo a lasciar cadere la ragazza, però Jake le salva la vita, e Chucky deluso dalla testardaggine di Jake, tenta di ucciderla. Subito dopo arriva il detective Sean Peyton, incaricato dal padre di Lexy di portare il bambolotto all'ospedale da Caroline. Peyton porta con sé anche i due ragazzi ignorando però le loro suppliche di non portare il bambolotto alla ragazzina. All'ospedale, Jake viene fermato dalla detective Evans, convinta che lui sia innocente che però sia collegato agli omicidi e che sapesse qualcosa. Chucky colpisce il detective Peyton al midollo spinale con un bisturi, paralizzandolo, e lo uccide infilzando il corpo in continuazione con delle siringhe usate, intanto Devon comunica a Lexy tutto ciò che ha scoperto su Chucky.
Mentre Jake sotto interrogatorio sembra essere sul punto di dire alla detective Evans chi è l'autore degli omicidi ma vengono interrotti a causa del supporto vitale di Caroline che viene scollegato da Chucky, causando il caos nella sua stanza d'ospedale. Mentre stanno cercando di rimediare, un'infermiera scopre nella stessa stanza il corpo di Peyton mentre Jake, Lexy e Devon guardano Chucky che li schernisce a distanza.
Flashback: Nel 1972 Charles Lee Ray adolescente vive con altri bambini in una casa di accoglienza. Un giorno il ragazzo uccide il custode e poi spaventa gli altri bambini mostrando loro il cadavere dell'uomo che ha nascosto nella foresta. L'unico che non sembra essere spaventato o disgustato della cosa è Eddie Caputo. Alla fine una notte Charles fugge dalla casa ma prima di andar via saluta Eddie lasciandogli come regalo una mano mozzata che appartiene al custode dentro a una scatola.

## Piccole piccole bugie
- Diretto da: Leslie Libman
- Scritto da: Harley Peyton e Rachael Paradis

Quando Caroline vede in che stato è ridotto Chucky non vuole più tenerlo con sè e suo padre lo getta tra i rifiuti dell'ospedale. Lexy, Jake e Devon cercano il bambolotto tra i rifiuti senza però riuscire a trovarlo perché Chucky se n'è era già andato. Il giorno seguente a scuola i tre discutono sui passi seguenti per trovare Chucky. Quando la famiglia Cross torna nella villa, Nathan regala a Caroline un nuovo bambolotto Tipo Bello di nome Tommy, in sostituzione di Chucky. Intanto Junior inizia ad essere geloso del fatto che il suo amico Devon e la sua ragazza Lexy passino più tempo con Jake che con lui. Quella sera Nathan trova accanto alla figlia, il bambolotto Chucky e lo getta in un bidone della spazzatura. Jake, Devon e Lexy recuperano il bambolotto dal bidone e lo prendono a calci apparentemente uccidendolo. Mentre fanno ritorno a casa alle prime luci dell'alba, Jake e Devon si danno il loro primo bacio.
Bree parla con la sua terapista del suo segreto, che si tratta della sua diagnosi di cancro al quarto stadio e promette di comunicarlo alla sua famiglia. Nel frattempo in un hotel a Hackensack, si vedono Tiffany e Nica Pierce posseduta da Chucky vivere lì tenendo in ostaggio due uomini, uno dei quali è stato ucciso. Alla vista del sangue sul coltello, Nica riprende temporaneamente il controllo del suo corpo, e si rende conto che sono passati quattro anni da quando Chucky si era impossessato del suo corpo, tenta così di liberare l'altro giovane uomo tenuto in ostaggio. Questo però colpisce Nica alla testa facendola tornare così sotto il controllo di Chucky che uccide il giovane tagliandogli la gola.
La sindaca Cross e la detective Evans tengono una riunione cittadina presso la scuola per parlare della serie di incidenti accaduti in città. Improvvisamente la testa mozzata della preside della scuola rotola sul palco. Chucky si rivela essere ancora vivo ed aver trasferito la sua anima nel bambolotto di nome Tommy.
Flashback: Dei primi anni '80, il giovane Charles Lee Ray viene visto in un Night Club dove conosce una ballerina con cui flirta. In seguito porta sia la ballerina che una donna dai capelli rossi in un hotel, dove le due donne mettono in scena uno spettacolo fino a quando Charles uccide la ballerina con grande gioia sia di lui che dell'altra donna, che si rivela essere Tiffany da giovane, quest'ultima consiglia a Charles di darsi il soprannome Chucky, e lui risponde che Tiffany deve farsi bionda.
- Errori
  - Nica dice che sono passate due settimane da quando Chucky era entrato nel suo corpo, ma invece sono passati quattro anni.

- Curiosità
  - Il Tipo Bello di nome Tommy è un riferimento, al secondo film che nella casa Simpson,  era presente un Tipo Bello con lo stesso nome.

## Rivelazioni
- Diretto da: Samir Rehem
- Scritto da: Nick Zigler e Sarah Acosta

Dopo gli eventi de Il culto di Chucky, Andy Barclay e sua sorella adottiva Kyle hanno iniziato a dare la caccia uccidendo i restanti bambolotti dell'anima spezzata di Chucky (compreso l'originale e quello sfuggito nel manicomio).
La polizia arresta miss Fairchild per gli omicidi di Oliver, del detective Peyton e della preside McFay, e viene accusata anche per il suo passato criminale. Jake, Devon e Lexy, ben sapendo che il responsabile dei delitti è Chucky, decidono di contattare Andy Barclay. Nel frattempo mentre Tiffany cerca di nascondere i corpi delle vittime in una valigia dopo averli fatti a pezzi, Nica riprende il controllo del suo corpo dopo che il sangue li si schizza addosso e finge di essere Chucky in presenza di Tiffany. Tuttavia, la scopre ben presto dopo aver infilato un coltellino su una a gamba senza reagire al dolore, e le rivela di preferire di gran lunga la sua compagnia a quella di Chucky.
Bree confessa alla sua famiglia di essere malata di cancro. Junior, distrutto dalla notizia, cerca conforto da Lexy ma vedendola continuamente assente decide anzi di troncare la sua relazione con lei.
Jake e Devon, intanto, riescono a contattare Andy e su suo consiglio decidono di tendere una trappola a Chucky, e loro li danno l'indirizzo per farli venire.
Tiffany acquista la casa d'infanzia di Chucky e lascia Nica legata ed imbavagliata al suo interno e ricevendo un pacco dall'agente immobiliare.
Mentre esce da un incontro con la sua terapeuta, Bree viene aggredita da Chucky che le spinge contro un carrello facendola precipitare dalla finestra e schiantare sulla sua macchina all'interno della quale si trovava Junior. La morte della donna viene ritenuta un suicidio dovuto alla depressione e allo stadio della malattia. Jake dice al cugino di non credere alla tesi del suicidio ma Junior schernisce Jake dicendo che tutto andava bene prima che lui si trasferisse a vivere con loro.
La madre di Devon si scusa con il figlio dicendo di aver accusato Jake per gli omicidi, Devon gli confessa di essere innamorato di lui e la madre gli rivela che continuerà a volergli sempre bene anche se è gay, poi li dice che la settimana seguente potrebbe invitare Jake a guardare un film con loro. Più tardi, Jake, Devon e Lexy preparano la trappola per Chucky. La trappola scatta, Chucky va da Lexy e li dice di non ucciderla se lei ucciderà Jake, il ragazzo cerca di colpirlo mentre Lexy lo distrae dicendogli in che modo lo farebbe, però riesce a fuggire dopo aver attaccato il ragazzo, ferendogli la caviglia poi uccide la detective Evans facendola cadere per le scale, e rompendossi l'osso del collo.
Flashback: Nel 1987 a Chicago, Chucky e Tiffany vogliono acquistare un'auto degli anni 60 e finiscono col tagliare la gola al venditore. Mentre guidano, Chucky legge un libro sul Voodoo.

## A doppio lutto, doppia perdita!
- Diretto da: Samir Rehem
- Scritto da: Mallory Westfall e Isabella Gutierrez

Nel corso della veglia funebre di Bree, Devon scopre che è stato Chucky a chiamare sua madre per farla venire alla villa per ucciderla davanti agli occhi del figlio. Junior incolpa Jake di essere lo iettatore delle recenti morti avvenute. Improvvisamente alla veglia si presenta Tiffany che bacia Logan. Andy lascia Kyle in una stazione di servizio per proteggerla e si dirige da solo a Hackensack.
Devon si prepara per andare a vivere temporaneamente da sua zia prima di essere trasferito in una casa famiglia e decide a malincuore di troncare la sua relazione con Jake. In una conferenza pubblica, la sindaca Michelle annuncia che i fondi per la proiezione cittadina annuale, del film Frankenstein "andranno agli ospedali" e all'evento ci sarà un ospite famoso. Chucky parla con Junior e lo convince ad uccidere coloro che crede responsabili della rovina della sua famiglia.
Jake decide di scappare di casa, rubando i soldi dallo zio, mentre nel frattempo Devon decide di recarsi ad esplorare la casa natale di Charles Lee Ray, per cercare qualche indizio. Qui il ragazzo trova Nica legata a una sedia e dopo averla liberata, Chucky ritorna a controllare il suo corpo per poi tenere Devon in ostaggio. Alla stazione degli autobus Jake vede un fattorino con un bambolotto "Tipo Bello" e dopo averlo acquistato si fa dire a quale indirizzo avrebbe dovuto portarla. Il ragazzo va poi alla villa di Lexy con il bambolotto e i due scoprono che l’indirizzo dove doveva essere consegnata è quello della casa natale di Charles Lee Ray: lo stesso luogo dove risulta trovarsi Devon.
Chucky fa credere a Junior che Logan ha tradito Bree con Tiffany e che questo ha spinto la donna a suicidarsi. Junior, furioso, uccide il padre picchiandolo a morte sul cranio usando lo stesso Chucky come arma. Mentre Jake e Lexy si preparano a dirigersi verso la casa di Ray, il bambolotto che Jake ha portato inizia a prendere vita così come altri bambolotti "Tipo Bello" presenti, dove si trova prigioniero Devon. Intanto Andy giunge l'abitazione di Junior.
Flashback: Nel 1988 a Chicago, Chucky e Tiffany vanno a vivere insieme in un appartamento e uccidono un fattorino delle pizze. Quando in seguito Tiffany scopre che Chucky ha ucciso una donna senza coinvolgerla i due litigano e Chucky se ne va via.
- Curiosità
  - Tra i nomi delle lapidi che compongono il logo di Chucky di questo episodio sono di: (Eddie Caputo, Phil Simpson, Joanne Simpson, Grace Poole, Howard Fitzwater, Warren Kincaid, Redman, Tony Gardner, Sarah Pierce, Frank Martinez, Oliver Hayden, Sean Peyton, Logan Wheeler, Lucas Wheeler, Bree Wheeler e Kim Evans.)

## Una storia da smembrare
- Diretto da: Jeff Renfroe
- Scritto da: Don Mancini e Harley Peyton

Junior fa entrare in casa Andy, il quale ne approfitta per curiosare in giro in cerca di Chucky, senza però riuscire a trovarlo. Nel frattempo a villa Cross, il bambolotto che Jake ha portato con sé si rivela di essere vivo e tenta di attaccare il ragazzo e Lexy. Per loro fortuna arriva in tempo Kyle che, dopo averlo ucciso, racconta loro che, grazie al voodoo, Chucky è in grado di possedere altri bambolotti "Tipo Bello" e che, se riesce a convincere un innocente ad uccidere qualcuno, può formare un intero esercito. Poi, per tenerli al sicuro, Kyle droga i due ragazzi.
Quando Tiffany arriva a casa, Nica, sotto il controllo di Chucky, tenta di ucciderla, ma il Chucky di Junior, e il ragazzo arrivano per gestire la situazione. Tiffany mostra a Chucky il suo esercito composto da 72 bambolotti "Tipo Bello" che secondo il piano di Chucky dovranno essere distribuiti ai bambini.
Più tardi Chucky e Tiffany iniziano a litigare e la donna dà uno schiaffo a Chucky nel corpo di Nica che fa tornare la donna in possesso del suo corpo.
Chucky ordina allora a Junior di uccidere Nica, ma Tiffany, stanca del suo comportamento nei suoi confronti, lo decapita prima che il ragazzo possa farlo e seda Nica. Poi Tiffany, prima di andare via con Nica, Junior e uno dei Chucky, piazza una bomba data da sua figlia Glenda all'ingresso della casa. Andy giunge sul posto per salvare la vita a Devon, ma quando poco dopo arriva anche Kyle la bomba esplode.
Il mattino seguente, Jake e Lexy scoprono dell'esplosione e che c'è stata una vittima. Sconvolto Jake va a casa di Devon, dove viene raggiunto poco dopo dal ragazzo che è sopravvissuto all'esplosione. Devon racconta che Junior avendo ucciso suo padre, ha permesso che Chucky si creasse un pericoloso esercito di bambolotti assassini. 
Intuito che i bambolotti saranno consegnati ai bambini degli ospedali, i due ragazzi si precipitano all'evento di beneficenza, dove Jennifer Tilly è il personaggio famoso di cui parlava la sindaca, e che cede uno dei 72 bambolotti a Caroline.
Durante la proiezione di Frankenstein, il Chucky di Caroline si nasconde sotto i sedili del cinema e uccide accoltelando il padre di Lexy e altre 9 persone. Junior attira la ragazza con l'inganno dietro lo schermo e la supplica di unirsi a loro. Lexy riesce però a farlo rinsavire dicendogli che lui non è un cattivo ragazzo. Junior, pentitosi delle sue cattive azioni, si scaglia contro Chucky e i due si accoltellano a vicenda, uccidendosi. Nel frattempo nella sala Jake affronta l'altro Chucky e lo uccide strangolandolo con le sue mani. Andy, sopravvissuto anche lui all'esplosione, dirotta il camion pieno di Chucky sventando così il malefico, ma la bambola Tiffany si rivela a lui e lo prende in ostaggio con una pistola.
Il giorno seguente, viene rivelato che Tiffany, per paura di quello che potrebbe farle Chucky se riprendesse il controllo del corpo di Nica, ha amputato gambe e braccia della donna.
Tempo dopo, miss Fairchild viene liberata, e porta Jake, Lexy e Devon al cimitero dove si recano sulla tomba di Junior, e dei suoi genitori per portargli dei fiori, mentre un misterioso individuo li sta però osservando dietro ad un albero.
Alla fine dell'episodio si vede un Chucky che rompe la quarta parete seduto in poltrona davanti al camino facendo il riepilogo di tutte le vittime che ha ucciso nella serie.
Flashback: Nel 1988, quando Chucky lascia il suo appartamento dopo che hanno litigato, Tiffany telefona al detective Mike Norris per denunciare lo "Strangolatore di Lakeshore".

## Loghi
Ogni episodio ha un logo diverso l'uno dall'altro composto da vari oggetti che compongono la scritta Chucky.
1. Teste, gambe e braccia di bambole.
2. Coltelli e zucche di Halloween.
3. Strumenti di giardinaggio infuocati.
4. Siringhe e bisturi.
5. Cuori e cuori umani.
6. Schegge di vetro con i riflessi di Chucky.
7. Lapidi delle vittime di Chucky e Tiffany.
8. Scatole di Tipo Bello.